# Udaj
Udaj (ukr. Удай) – rzeka na Ukrainie, prawy dopływ Suły.
Płynie przez Nizinę Naddnieprzańską, jej długość wynosi 327 km, a powierzchnia dorzecza – 7030 km².